# Sauber C15
Sauber C15 byl vůz, s nímž tým Sauber soutěžil v sezóně 1996 ve Formuli 1. Poháněl jej motor Ford Zetec-R V10 a řídili ho Němec Heinz-Harald Frentzen, který byl u týmu třetí sezónu, a Brit Johnny Herbert, který přestoupil do týmu z Benettonu.

## Shrnutí sezóny
Po povzbudivém výkonu v sezóně 1995 s plně funkčním motorem Ford V8, nepřinesl rok 1996 zlepšení, kterého Sauber dosáhl během sezóny 1995, protože tým vyvinul problémový motor Zetec-R V10. Problémy s dodávkou výkonu nového agregátu vedly k tomu, že tým získal pouze 11 bodů, a to i přes teoretickou silovou převahu nad motory V8. Tento bodový zisk, ve srovnání s 18 body v sezóně 1995, byl poměrně malý, vezmeme-li v úvahu, že v sezóně 1995 měl Sauber významný výkonnostní rozdíl mezi Heinzem-Haraldem Frentzenem a jeho týmovými kolegy (Karl Wendlinger v prvních čtyřech a posledních dvou závodech a Jean-Christophe Boullion během zbytku této sezóny), zatímco v sezóně 1996 tomu tak nebylo.
Jezdci se ukázali jako dobře sehraní, Frentzen měl před Herbertem mírný náskok. Němec však tým na konci roku opustil a připojil se k mistrovskému Williamsu pro sezónu 1997. Druhé umístění na stupních vítězů týmu od jeho debutu ve Formuli 1 v sezóně 1993 získal Herbert při chaotické Grand Prix Monaka, přičemž Frentzen byl čtvrtý. Heinz-Harald Frentzen získal další body při závodech ve Španělsku a v Japonsku.
Tým nakonec skončil sedmý v poháru konstruktérů s 11 body.

## Kompletní výsledky ve Formuli 1
| Legenda k tabulce | Legenda k tabulce                                                                       |
| Barva             | Výsledek                                                                                |
| ----------------- | --------------------------------------------------------------------------------------- |
| Zlatá             | Vítěz                                                                                   |
| Stříbrná          | 2. místo                                                                                |
| Bronzová          | 3. místo                                                                                |
| Zelená            | Bodované umístění                                                                       |
| Modrá             | Nebodované umístění                                                                     |
| Modrá             | Dokončil neklasifikován (NC)                                                            |
| Fialová           | Odstoupil (Ret)                                                                         |
| Červená           | Nekvalifikoval se (DNQ)                                                                 |
| Červená           | Nepředkvalifikoval se (DNPQ)                                                            |
| Černá             | Diskvalifikován (DSQ)                                                                   |
| Bílá              | Nestartoval (DNS)                                                                       |
| Bílá              | Závod zrušen (C)                                                                        |
| Světle modrá      | Pouze trénoval (PO)                                                                     |
| Světle modrá      | Páteční testovací jezdec (TD)                                                           |
| Bez barvy         | Netrénoval (DNP)                                                                        |
| Bez barvy         | Vyřazen (EX)                                                                            |
| Bez barvy         | Nepřijel (DNA)                                                                          |
| Bez barvy         | Odvolal účast (WD)                                                                      |
| Bez barvy         | Nezúčastnil se (prázdné)                                                                |
| Označení          | Význam                                                                                  |
| Tučnost           | Pole position                                                                           |
| Kurzíva           | Nejrychlejší kolo                                                                       |
| †                 | Jezdec nedojel do cíle, ale byl klasifikován, protože odjel více než 90 % délky závodu. |
| ‡                 | Byl udělován poloviční počet bodů, protože bylo odjeto méně než 75 % délky závodu.      |
| Horní index       | Umístění bodujících jezdců ve sprintu                                                   |

| Rok  | Tým                  | Motor    | Pneumatiky | Jezdci                | 1   | 2   | 3   | 4   | 5   | 6   | 7   | 8   | 9   | 10  | 11  | 12  | 13  | 14  | 15  | 16  | Body | Umístění |
| ---- | -------------------- | -------- | ---------- | --------------------- | --- | --- | --- | --- | --- | --- | --- | --- | --- | --- | --- | --- | --- | --- | --- | --- | ---- | -------- |
| 1996 | Red Bull Sauber Ford | Ford V10 | G          |                       | AUS | BRA | ARG | EUR | SMR | MON | ESP | CAN | FRA | GBR | GER | HUN | BEL | ITA | POR | JPN | 11   | 7. místo |
| 1996 | Red Bull Sauber Ford | Ford V10 | G          | Johnny Herbert        | DNS | Ret | 9   | 7   | Ret | 3   | Ret | 7   | DSQ | 9   | Ret | Ret | Ret | 9   | 8   | 10  | 11   | 7. místo |
| 1996 | Red Bull Sauber Ford | Ford V10 | G          | Heinz-Harald Frentzen | 8   | Ret | Ret | Ret | Ret | 4   | 4   | Ret | Ret | 8   | 8   | Ret | Ret | Ret | 7   | 6   | 11   | 7. místo |